# Élections législatives de 1967 dans les Hautes-Pyrénées
Les élections législatives françaises de 1967 se déroulent les 5 et 12 mars 1967. Dans le département des Hautes-Pyrénées, deux députés sont à élire dans le cadre de deux circonscriptions.

## Élus
| Circonscription | Député sortant | Parti | Parti   | Député élu ou réélu | Parti | Parti          |
| --------------- | -------------- | ----- | ------- | ------------------- | ----- | -------------- |
| 1re             | René Billères  |       | Radsoc  | René Billères       |       | FGDS (Radical) |
| 2e              | Paul Thillard  |       | UNR-UDT | André Guerlin       |       | FGDS (SFIO)    |

## Résultats

### Résultats à l'échelle du département
| Parti          | Parti                                           | Premier tour | Premier tour | Second tour | Second tour | Sièges |
| Parti          | Parti                                           | Voix         | %            | Voix        | %           | Sièges |
| -------------- | ----------------------------------------------- | ------------ | ------------ | ----------- | ----------- | ------ |
|                | Union des démocrates pour la Ve République      | 36 177       | 33,90        | 44 082      | 41,17       | 0      |
|                | Union des républicains de progrès               | 36 177       | 33,90        | 44 082      | 41,17       | 0      |
|                |                                                 |              |              |             |             |        |
|                | Parti radical                                   | 21 392       | 20,05        | 33 195      | 31,00       | 1      |
|                | Section française de l'Internationale ouvrière  | 13 381       | 12,54        | 29 800      | 27,83       | 1      |
|                | Fédération de la gauche démocrate et socialiste | 34 773       | 32,58        | 62 995      | 58,83       | 2      |
|                |                                                 |              |              |             |             |        |
|                | Parti communiste français                       | 21 336       | 19,99        | Retrait     | Retrait     | 0      |
|                | Progrès et démocratie moderne                   | 12 077       | 11,32        |             |             | 0      |
|                | Centre national des indépendants et paysans     | 2 352        | 2,20         | 0           |             |        |
|                |                                                 |              |              |             |             |        |
| Inscrits       | Inscrits                                        | 140 036      | 100,00       | 140 024     | 100,00      | 2      |
| Abstentions    | Abstentions                                     | 31 347       | 22,38        | 30 647      | 21,89       |        |
| Votants        | Votants                                         | 108 689      | 77,62        | 109 377     | 78,11       |        |
| Blancs et nuls | Blancs et nuls                                  | 1 974        | 1,82         | 2 300       | 2,1         |        |
| Exprimés       | Exprimés                                        | 106 715      | 98,18        | 107 077     | 97,9        |        |

### Résultats par circonscription

#### Première circonscription (Tarbes-Sud - Bagnères-de-Bigorre)
| Candidat       | Candidat                    | Parti          | Premier tour | Premier tour | Second tour | Second tour |  |
| Candidat       | Candidat                    | Parti          | Voix         | %            | Voix        | %           |  |
| -------------- | --------------------------- | -------------- | ------------ | ------------ | ----------- | ----------- |  |
|                | René Billères sortant réélu | FGDS (Radical) | 21 392       | 41,96        | 33 195      | 65,09       |  |
|                | Francis Pottier             | UD-Ve          | 14 336       | 28,12        | 17 807      | 34,91       |  |
|                | Marcel Lebrun               | PCF            | 9 712        | 19,05        | Retrait     | Retrait     |  |
|                | Maurice Bertrand            | CD (PDM)       | 5 539        | 10,87        |             |             |  |
|                |                             |                |              |              |             |             |  |
| Inscrits       | Inscrits                    | Inscrits       | 68 500       | 100,00       | 68 497      | 100,00      |  |
| Abstentions    | Abstentions                 | Abstentions    | 16 565       | 24,18        | 16 408      | 23,95       |  |
| Votants        | Votants                     | Votants        | 51 935       | 75,82        | 52 089      | 76,05       |  |
| Blancs et nuls | Blancs et nuls              | Blancs et nuls | 956          | 1,84         | 1 087       | 2,09        |  |
| Exprimés       | Exprimés                    | Exprimés       | 50 979       | 98,16        | 51 002      | 97,91       |  |

#### Deuxième circonscription (Tarbes-Nord - Lourdes)
| Candidat       | Candidat              | Parti          | Premier tour | Premier tour | Second tour | Second tour |  |
| Candidat       | Candidat              | Parti          | Voix         | %            | Voix        | %           |  |
| -------------- | --------------------- | -------------- | ------------ | ------------ | ----------- | ----------- |  |
|                | Paul Thillard sortant | UD-Ve          | 21 841       | 39,19        | 26 275      | 46,86       |  |
|                | André Guerlin élu     | FGDS (SFIO)    | 13 381       | 24,01        | 29 800      | 53,14       |  |
|                | Paul Chastellain      | PCF            | 11 624       | 20,86        | Retrait     | Retrait     |  |
|                | Pierre Gilbert        | CD (PDM)       | 6 538        | 11,73        |             |             |  |
|                | Robert Burret         | CNIP           | 2 352        | 4,22         |             |             |  |
|                |                       |                |              |              |             |             |  |
| Inscrits       | Inscrits              | Inscrits       | 71 536       | 100,00       | 71 527      | 100,00      |  |
| Abstentions    | Abstentions           | Abstentions    | 14 782       | 20,66        | 14 239      | 19,91       |  |
| Votants        | Votants               | Votants        | 56 754       | 79,34        | 57 288      | 80,09       |  |
| Blancs et nuls | Blancs et nuls        | Blancs et nuls | 1 018        | 1,79         | 1 213       | 2,12        |  |
| Exprimés       | Exprimés              | Exprimés       | 55 736       | 98,21        | 56 075      | 97,88       |  |